# Jae-Hoon Lee
Jae-Hoon Lee es un deportista canadiense que compitió en taekwondo.
Ganó una medalla de bronce en el Campeonato Mundial de Taekwondo de 1989, y tres medallas de oro en el Campeonato Panamericano de Taekwondo entre los años 1988 y 1992. En los Juegos Panamericanos de 1991 consiguió una medalla de oro.

## Palmarés internacional
| Campeonato Mundial      | Campeonato Mundial                | Campeonato Mundial | Campeonato Mundial |
| Año                     | Lugar                             | Medalla            | Categoría          |
| ----------------------- | --------------------------------- | ------------------ | ------------------ |
| 1989                    | Seúl (Corea del Sur)              | Medalla de bronce  | –70 kg             |
| Juegos Panamericanos    |                                   |                    |                    |
| Año                     | Lugar                             | Medalla            | Categoría          |
| 1991                    | La Habana (Cuba)                  | Medalla de oro     | –76 kg             |
| Campeonato Panamericano |                                   |                    |                    |
| Año                     | Lugar                             | Medalla            | Categoría          |
| 1988                    | Lima (Perú)                       | Medalla de oro     | –70 kg             |
| 1990                    | Bayamón (Puerto Rico)             | Medalla de oro     | –76 kg             |
| 1992                    | Colorado Springs (Estados Unidos) | Medalla de oro     | –76 kg             |